# Северна хемисфера
Северна хемисфера или северна полулопта је северна Земљина полулопта која се простире од екватора до Северног пола. Овде преовлађују континенталне масе (39% укупне површине полулопте) над воденим пространствима. Чак око 90% светског становништва живи на овој хемисфери.

## Природне одлике
Северну хемисферу чине следећи континенти: Европа, Азија, Северна Америка (са Средњом Америком и Карибима), као и северни део Јужне Америке и 2/3 Африке.

### Рељеф
Рељеф северне хемисфере је претежно планински. Доминирају велики масиви: Кордиљери, Апалачи (Северна Америка); Пиринеји, Алпи, Апенини, Скандинавске планине, Карпати, Динариди, Урал (Европа); Хималаји, Тибет, Каракорум, Тјан Шан, Кунлун (Азија); Атлас, Тибести (Африка). Између њих су смештене простране низије и равнице: Прерије, Голфска равница (Северна Америка); Западноевропска низија, Источноевропска низија (Европа); Западносибирска низија, Туранска низија (Азија).
Највиша тачка северне хемисфере, а уједно и на целој Земљи је Монт Еверест на Хималајима (8.848 m). Најдубља тачка је 11.033 m и налази се у Тихом океану у Маријанској потолини.
На северној хемисфери се налазе бројна острва и полуострва
- Острва

Гренланд, Исланд, Бафинова земља, Нова Земља, Велика Британија, Ирска, Хоншу, Хокаидо, Кјушу, Шикоку, Тајван, Цејлон, Лузон, Минданао, делови Суматре и Борнеа, Сицилија, Корзика и др.
- Полуострва

Лабрадор, Калифорнија, Флорида, Јукатан, Пиринејско полуострво, Апенинско полуострво, Балканско полуострво, Скандинавско полуострво, Арабијско полуострво, Индокина, Кореја, Камчатка, Тајмир, Кола и др.

### Клима
Клима северне хемисфере је различита и варира од севера ка југу. 
- Северно од северног поларника влада хладна арктичка клима, која обухвата крајње северне делове Северне Америке, Европе и Азије.
- Између поларника и 40° сгш преовлађује умерена клима. У оквиру умереног климата, могу се издвојити појасеви: планинске климе (већина високих планинских венаца), океанска клима (ободни делови континената), умерено-континенталне климе (већина континенталних делова копна) и екстремно-континенталне климе (дубљи делови копна који су у потпуности без утицаја мора или океана).
- Између 40° и 20° сгш преовлађује суптропска клима. Карактеришу је дуга, топла и сушна лета, са кратким, прохладним и влажним зимама.
- У појасу између 20° и 5° сгш доминира тропска клима, са жарким летима и благим зимама.
- Појас између 5° сгш и екватора налази се у појасу екваторијалне климе.

### Хидрографија
- Океани

На северној хемисфери се простиру делови Тихог, Атлантског и Индијског океана, а у потпуности јој припада Северни Ледени океан.
- Мора

Највећа мора северне хемисфере су: Бофорово море, Гренландско море, Баренцово море, Карско море, Источносибирско море, Берингово море, Охотско море, Средоземно море, Саргашко море, Карипско море, Црно море, Арабијско море и др.
- Језера

На северној хемисфери се налазе највећа и најдубља језера света. Највеће језеро на свету је Каспијско, а најдубље је Бајкалско. Остала велика језера су: Велико Медвеђе, Велико Ропско, Горње, Хјурон, Мичиген, Аралско, Балхашко, Чад и др.
- Реке

Северна хемисфера има богату речну мрежу. Најдуже реке на полулопти су: Јукон, Макензи, Мисисипи, Мисури, Рио Гранде (Северна Америка); Дунав, Рајна, Мајна, Дњепар, Дњестар, Волга, Дон (Европа); Об, Јенисеј, Лена, Иртиш, Сир Дарја, Аму Дарја, Инд, Ганг, Брамапутра, Јангцекјанг, Хоангхо (Азија); Нил, Нигер, Сенегал (Африка).

## Друштвене одлике

### Становништво
На северној хемисфери је 2015. живело око 6.405.030.000 становника, што је 87% од укупног становништва планете Земље (око 7.359.970.000).  Најмногољудније нације су Кинези, Индуси, Руси, Американци, Индонежани, Јапанци и др.
Највећи градови полулопте су: Мексико Сити, Токио, Њујорк, Лондон, Каиро, Москва, Њу Делхи, Пекинг, Шангај и др.

### Религија
На северној полулопти су заступљене све светске религије, од којих доминирају хришћанство, ислам, јудаизам, будизам и др.
- Северна и Средња Америка

У овом делу северне хемисфере доминира хришћанска вероисповест: протестанти (САД, Канада), католици (Мексико и цела Средња Америка и Кариби) и други хришћани (баптисти, калвинисти, методисти и др).
- Јужна Америка

У северном делу Јужне Америке доминира католичка вероисповест, уз одређене групе анимиста и тотемиста (предео Гвајанских планина). 
- Европа

На старом континенту доминантна је хришћанска вероисповест: католици (југозападни, централни и западни делови Европе), протестанти (Британија, Исланд, Скандинавија, Балтичке земље и северни део Средње Европе), православци (југоисточни и источни део континента). Има и муслимана (БиХ, Албанија, јужни и југозападни део Србије).
- Азија

На северу континента доминирају православци и тотемисти. Цео југозападни и централни део Азије обухвата ислам, изузев Израела (јудаизам). Хиндуизам је распрострањен на Индијском полуострву. Источни и југоисточни део чине будисти, ламаисти, конфучијанци и шинтоисти, са изузетком Индонезије (ислам) и Филипина (католицизам). 
- Океанија

У овом делу хемисфере највише има протестаната и католика, уз мању број анимиста и хиндуиста (Фиџи).

### Државе
На северној полулопти се налазе све државе Европе, Северне Америке и Средње Америке, као и већи делови Африке, скоро цела Азија, северни делови Јужне Америке и мањи део Океаније.

#### Африка
- Целом површином
  - Мароко
  - Алжир
  - Тунис
  - Либија
  - Египат
  - Западна Сахара
  - Зеленортска Острва
  - Мауританија
  - Мали
  - Нигер
  - Чад
  - Судан
  - Еритреја
  - Џибути
  - Сенегал
  - Гамбија
  - Гвинеја Бисао
  - Гвинеја
  - Сијера Леоне
  - Либерија
  - Обала Слоноваче
  - Буркина Фасо
  - Гана
  - Того
  - Бенин
  - Нигерија
  - Камерун
  - Централноафричка Република
  - Етиопија
  - Екваторијална Гвинеја
  - Сао Томе и Принсипе
- Већим делом површине
  - Уганда
  - Кенија
- Мањим делом површине
  - Габон
  - Република Конго
  - Демократска Република Конго

#### Азија
На северној полулопти се налазе све државе Азије, осим највећег дела Индонезије и целог Источног Тимора.

#### Јужна Америка
- Целом површином
  - Венецуела
  - Гвајана
  - Суринам
  - Француска Гвајана
- Већим делом површине
  - Колумбија
- Мањим делом површине
  - Еквадор
  - Бразил

#### Океанија
- Целом површином
  - Палау
  - Микронезија
  - Гвам (САД)
  - Северна Маријанска острва (САД)
  - Маршалска Острва
  - Хаваји (САД)
- Мањим делом површине
  - Кирибати